# Passé récent
Le passé récent, également dénommé passé immédiat ou passé proche, est un temps périphrastique du français faisant appel à un semi-auxiliaire. Il permet d’exprimer un événement qui s'est produit juste avant le moment où on parle (ex : Il vient de pleuvoir.), et qui s'est donc souvent réalisé dans un passé récent (d’où l’adjectif récent). On forme un passé récent à partir du semi-auxiliaire venir et de l’infinitif du verbe, précédé par la préposition de :
- « Je mangeais » (imparfait)
- « Je mangeai » (passé simple)
- « J’ai mangé » (passé composé)
- « Je viens de manger » (passé récent)